# Lijst van rijksmonumenten in Leeuwarden (gemeente)
De gemeente Leeuwarden telt 819 inschrijvingen in het rijksmonumentenregister. Hieronder een overzicht.

## Aegum
De plaats Aegum (Eagum) telt 2 inschrijvingen in het rijksmonumentenregister.
| Object                              | Oorspronkelijke functie? | Bouwjaar                   | Architect | Locatie             | Coördinaten?                 | Nr.?  | Afbeelding        |
| ----------------------------------- | ------------------------ | -------------------------- | --------- | ------------------- | ---------------------------- | ----- | ----------------- |
| Grafmonument van Paulus Jansz. Kley | Gedenkteken              |                            |           |                     | 53° 7' 49" NB, 5° 49' 43" OL | 22879 | Meer afbeeldingen |
| Kerktoren van Aegum op kerkhof      | Kerk en kerkonderdeel    | mog. 13e eeuw 1983 (rest.) |           | Master Wybrensdyk 1 | 53° 7' 50" NB, 5° 49' 41" OL | 22880 | Meer afbeeldingen |

## Baard
De plaats Baard telt 4 inschrijvingen in het rijksmonumentenregister.
| Object | Oorspronkelijke functie? | Bouwjaar                                           | Architect                  | Locatie         | Coördinaten?                 | Nr.?   | Afbeelding |
| --- | ------------------------ | -------------------------------------------------- | -------------------------- | --------------- | ---------------------------- | ------ | --- |
| Hervormde kerk, hek om kerkhof                                                                                              | Erfscheiding             | late 19e eeuw                                      |                            | bij Dekemawei 6 | 53° 8' 32" NB, 5° 40' 7" OL  | 8467   | Hervormde kerk, hek om kerkhof                                                                                              |
| Hervormde kerk, kinderzerken en orgel                                                                                       | Kerk en kerkonderdeel    | 14e eeuw (kinderzerken) 1876 (gebouw) 1888 (orgel) | Bakker en Timmenga (orgel) | Dekemawei 6     | 53° 8' 32" NB, 5° 40' 6" OL  | 8468   | Meer afbeeldingen |
| Stelphoeve met ruim onderkelderd voorhuis met zesruitsvensters, toegankelijk langs bordes dat naar de omlijste ingang leidt | Boerderij                | ca. 1860                                           |                            | Faldenserwei 25 | 53° 8' 15" NB, 5° 41' 11" OL | 8469   | Stelphoeve met ruim onderkelderd voorhuis met zesruitsvensters, toegankelijk langs bordes dat naar de omlijste ingang leidt |
| Boerderij van het kop-hals-romptype in eclectische stijl met verwijzingen naar de stijl van de neo-renaissance              | Boerderij                | 1898                                               |                            | Gele Buorren 2  | 53° 8' 31" NB, 5° 40' 1" OL  | 516350 | Meer afbeeldingen |

## Beers
De plaats Beers telt 3 inschrijvingen in het rijksmonumentenregister.
| Object                                      | Oorspronkelijke functie?  | Bouwjaar                                                                | Architect              | Locatie           | Coördinaten?                 | Nr.? | Afbeelding                         |
| ------------------------------------------- | ------------------------- | ----------------------------------------------------------------------- | ---------------------- | ----------------- | ---------------------------- | ---- | ---------------------------------- |
| Mariakerk. Hervormde kerk, toren en kerkhof | Kerk en kerkonderdeel     | 13e eeuw 14e eeuw (koor) 18e eeuw (toren en westgevel) 1981-'83 (rest.) | R. Kijlstra (1981-'83) | Tsjerkepaad 3     | 53° 9' 21" NB, 5° 43' 59" OL | 8470 | Meer afbeeldingen                  |
| Hervormde kerk, hekwerk om kerkhof          | Erfscheiding              | late 19e eeuw                                                           |                        | bij Tsjerkepaad 3 | 53° 9' 21" NB, 5° 43' 58" OL | 8471 | Hervormde kerk, hekwerk om kerkhof |
| Unia State, poortgebouw                     | Fort, vesting en -onderdl | 1616 1962-'63 (rest.)                                                   |                        | Stinzepaed 9      | 53° 9' 24" NB, 5° 43' 56" OL | 8472 | Meer afbeeldingen                  |

## Britsum
De plaats Britsum telt 1 inschrijving in het rijksmonumentenregister.
| Object                       | Oorspronkelijke functie? | Bouwjaar                                                                                         | Architect               | Locatie          | Coördinaten?                 | Nr.?  | Afbeelding        |
| ---------------------------- | ------------------------ | ------------------------------------------------------------------------------------------------ | ----------------------- | ---------------- | ---------------------------- | ----- | ----------------- |
| Johanneskerk. Hervormde kerk | Kerk en kerkonderdeel    | 1180-1200 (westwerk) 1240-1260 (schip) 1464 (verb.) 1875 (verb. en ommetseling) 1998-'99 (rest.) | mog. E. Kuikstra (1875) | Greate Buorren 1 | 53° 15' 15" NB, 5° 47' 9" OL | 24525 | Meer afbeeldingen |

## Cornjum
De plaats Cornjum (Koarnjum) telt 11 inschrijvingen in het rijksmonumentenregister. Zie de Lijst van rijksmonumenten in Cornjum voor een overzicht.

## Finkum
De plaats Finkum telt 3 inschrijvingen in het rijksmonumentenregister.
| Object                                         | Oorspronkelijke functie?  | Bouwjaar                                                                                     | Architect | Locatie          | Coördinaten?                  | Nr.?  | Afbeelding                                     |
| ---------------------------------------------- | ------------------------- | -------------------------------------------------------------------------------------------- | --------- | ---------------- | ----------------------------- | ----- | ---------------------------------------------- |
| Boerderij met ingebouwd onderkelderd dwarshuis | Boerderij                 | ca. 1860                                                                                     |           | Hege Hearewei 12 | 53° 17' 16" NB, 5° 44' 50" OL | 24528 | Boerderij met ingebouwd onderkelderd dwarshuis |
| Sint-Vituskerk. Hervormde kerk                 | Kerk en kerkonderdeel     | 1200-1250 (kerk) eind 13e eeuw (toren) waarsch. vroege 16e eeuw (ingang) 17e eeuw (westmuur) |           | Holdingawei 51   | 53° 16' 42" NB, 5° 45' 19" OL | 24529 | Meer afbeeldingen                              |
| Slagdijkstermolen                              | Industrie- en poldermolen | 1864 2006-'09 (rest.)                                                                        |           | bij Goadyk 1     | 53° 16' 50" NB, 5° 44' 17" OL | 24540 | Meer afbeeldingen                              |

## Friens
De plaats Friens telt 1 inschrijving in het rijksmonumentenregister.
| Object         | Oorspronkelijke functie? | Bouwjaar                                | Architect          | Locatie          | Coördinaten?                | Nr.?  | Afbeelding        |
| -------------- | ------------------------ | --------------------------------------- | ------------------ | ---------------- | --------------------------- | ----- | ----------------- |
| Hervormde kerk | Kerk en kerkonderdeel    | 1795 1906 (geveltoren) 1987-'89 (rest.) | H.H. Kramer (1906) | Van Sytzamawei 1 | 53° 5' 56" NB, 5° 48' 0" OL | 22881 | Meer afbeeldingen |

## Goutum
De plaats Goutum telt 8 inschrijvingen in het rijksmonumentenregister.
| Object                                 | Oorspronkelijke functie?  | Bouwjaar | Architect | Locatie                                                 | Coördinaten?                  | Nr.?   | Afbeelding               |
| -------------------------------------- | ------------------------- | --- | --------- | ------------------------------------------------------- | ----------------------------- | ------ | ------------------------ |
| Agneskerk. Hervormde kerk en toren     | Kerk en kerkonderdeel     | oorspr. 11e of 12e eeuw 15e eeuw (toren, herb. koor en zuidmuur schip) 1631 en 1737 (herst. toren) 19e eeuw (vensters) |           | Buorren 23                                              | 53° 10' 43" NB, 5° 48' 25" OL | 24509  | Meer afbeeldingen        |
| Hervormde kerk, pastorie               | Kerkelijke dienstwoning   | |           | Buorren 15                                              | 53° 10' 42" NB, 5° 48' 22" OL | 24510  | Hervormde kerk, pastorie |
| Stinswier                              | Archeologisch monument    | vroege middeleeuwen |           | Jonkersleane                                            | 53° 10' 51" NB, 5° 48' 11" OL | 45692  | Upload foto              |
| Terp                                   | Archeologisch monument    | omstreeks begin jaartelling                                                                                            |           | bij Buorren 15                                          | 53° 10' 43" NB, 5° 48' 23" OL | 46228  | Meer afbeeldingen        |
| Windmotor Goutum 1                     | Industrie- en poldermolen | ca. 1930 |           | aan de Hounsdyk, net buiten het dorp                    | 53° 10' 30" NB, 5° 48' 57" OL | 523371 | Meer afbeeldingen        |
| Windmotor Goutum 2                     | Industrie- en poldermolen | begin jaren dertig |           | ten noorden van de Wâldwei, bij de kruising met de N383 | 53° 10' 5" NB, 5° 49' 17" OL  | 523372 | Meer afbeeldingen        |
| Heechhiem                              | Boerderij                 | 1889 |           | Heechhiem 2                                             | 53° 10' 36" NB, 5° 48' 12" OL | 523375 | Meer afbeeldingen        |
| Stelpboerderij in neo-renaissancestijl | Boerderij                 | 1904 |           | Tearnserdyk 44                                          | 53° 10' 47" NB, 5° 49' 10" OL | 523376 | Upload foto              |

## Grouw
De plaats Grouw (Grou) telt 37 inschrijvingen in het rijksmonumentenregister. Zie de Lijst van rijksmonumenten in Grouw voor een overzicht.

## Hijlaard
De plaats Hijlaard telt 7 inschrijvingen in het rijksmonumentenregister.
| Object | Oorspronkelijke functie? | Bouwjaar                                                             | Architect | Locatie           | Coördinaten?                 | Nr.? | Afbeelding        |
| --- | ------------------------ | -------------------------------------------------------------------- | --------- | ----------------- | ---------------------------- | ---- | ----------------- |
| Johannes de Doperkerk (Hervormde kerk) met toren en kerkhof | Kerk en kerkonderdeel    | begin 13e eeuw (toren) 15e/16e eeuw (kerk) 18e eeuw (geveltop toren) |           | Skilpaed 1        | 53° 9' 57" NB, 5° 42' 44" OL | 8486 | Meer afbeeldingen |
| Boerderij met ingebouwd zeer breed dwarshuis met zesruitsvensters onder schilddak met dakkapel en schoorstenen                                                               | Boerderij                | ca. 1855                                                             |           | Van Aylvaleane 25 | 53° 9' 57" NB, 5° 42' 58" OL | 8487 | Meer afbeeldingen |
| Kop-hals-rompboerderij met zesruitsvensters, dakvensters en topschoorstenen met borden                                                                                       | Boerderij                | 1869                                                                 |           | Van Aylvaleane 2  | 53° 9' 51" NB, 5° 42' 42" OL | 8488 | Meer afbeeldingen |
| Bolswarder Tolhuis | Woonhuis                 | 1652                                                                 |           | Hoptille 10       | 53° 10' 8" NB, 5° 40' 54" OL | 8489 | Meer afbeeldingen |
| Woning zonder verdieping onder hoog, met pannen gedekt schilddak, dat doorloopt over het buurpand Skilpaed 7, met schoorsteen op nokeind                                     | Woonhuis                 | 18e eeuw                                                             |           | Skilpaed 5        | 53° 9' 56" NB, 5° 42' 46" OL | 8490 | Meer afbeeldingen |
| Woning zonder verdieping onder hoog, met pannen gedekt zadeldak, dat doorloopt over het pand Skilpaed 5, en aan de rechterzijde aansluit tegen een puntgevel met vlechtingen | Woonhuis                 | 18e eeuw                                                             |           | Skilpaed 7        | 53° 9' 56" NB, 5° 42' 46" OL | 8491 | Meer afbeeldingen |
| It Westerhûs | Boerderij                | 1850                                                                 |           | Hilaarderdyk 3    | 53° 9' 37" NB, 5° 43' 10" OL | 8495 | Meer afbeeldingen |

## Hijum
De plaats Hijum telt 2 inschrijvingen in het rijksmonumentenregister.
| Object                       | Oorspronkelijke functie? | Bouwjaar                                                                   | Architect | Locatie             | Coördinaten?                  | Nr.?   | Afbeelding        |
| ---------------------------- | ------------------------ | -------------------------------------------------------------------------- | --------- | ------------------- | ----------------------------- | ------ | ----------------- |
| Nicolaaskerk. Hervormde kerk | Kerk en kerkonderdeel    | 1225-1250 15e eeuw (verb. koor, westelijke ingang) 18e eeuw (zuidvensters) |           | Lege Hearewei 3     | 53° 17' 31" NB, 5° 46' 3" OL  | 24531  | Meer afbeeldingen |
| Mariëngaardbrug              | Brug                     | 1931                                                                       | J. Smits  | bij Hege Hearewei 8 | 53° 17' 26" NB, 5° 44' 50" OL | 515448 | Upload foto       |

## Huins
De plaats Huins telt 3 inschrijvingen in het rijksmonumentenregister.
| Object                    | Oorspronkelijke functie?  | Bouwjaar                                                                | Architect | Locatie              | Coördinaten?                 | Nr.? | Afbeelding        |
| ------------------------- | ------------------------- | ----------------------------------------------------------------------- | --------- | -------------------- | ---------------------------- | ---- | ----------------- |
| Kerk van Huins en kerkhof | Kerk en kerkonderdeel     | 15e/16e eeuw (kern) 18e eeuw (noordgevel) ca. 1880 (toren, ommetseling) |           | Tsjerkebuorren 1     | 53° 9' 36" NB, 5° 40' 0" OL  | 8484 | Meer afbeeldingen |
| Kerkhofomheining          | Erfscheiding              | late 19e eeuw                                                           |           | bij Tsjerkebuorren 1 | 53° 9' 36" NB, 5° 40' 0" OL  | 8485 | Meer afbeeldingen |
| Huinsermolen              | Industrie- en poldermolen | 1829 1978-'80 (rest.)                                                   |           | Koaidyk 39           | 53° 9' 20" NB, 5° 39' 25" OL | 8530 | Meer afbeeldingen |

## Idaard
De plaats Idaard (Idaerd) telt 2 inschrijvingen in het rijksmonumentenregister.
| Object | Oorspronkelijke functie? | Bouwjaar                                                                   | Architect              | Locatie    | Coördinaten?                | Nr.?  | Afbeelding        |
| --- | ------------------------ | -------------------------------------------------------------------------- | ---------------------- | ---------- | --------------------------- | ----- | ----------------- |
| Kop-hals-rompboerderij met onderkelderd voorhuis met topgevels bekroond door schoorstenen met forse borden | Boerderij                | 1862                                                                       |                        | Buorren 13 | 53° 7' 7" NB, 5° 48' 54" OL | 22918 | Meer afbeeldingen |
| Gertrudiskerk. Hervormde kerk met toren op kerkhof                                                         | Kerk en kerkonderdeel    | 15e eeuw (toren) 1541 (herstel toren) 1774 (herbouw kerk) 1981-'82 (rest.) | R. Kijlstra (1981-'82) | Buorren 6  | 53° 7' 6" NB, 5° 48' 49" OL | 22919 | Meer afbeeldingen |

## Irnsum
De plaats Irnsum (Jirnsum) telt 3 inschrijvingen in het rijksmonumentenregister.
| Object                                                                | Oorspronkelijke functie? | Bouwjaar                                    | Architect | Locatie         | Coördinaten?                 | Nr.?   | Afbeelding                                                           |
| --------------------------------------------------------------------- | ------------------------ | ------------------------------------------- | --------- | --------------- | ---------------------------- | ------ | -------------------------------------------------------------------- |
| De Leare                                                              | Boerderij                | 1663 (voorhuis)                             |           | Learewei 22     | 53° 5' 14" NB, 5° 47' 3" OL  | 32298  | Meer afbeeldingen                                                    |
| De Leare, Friese schuur                                               | Boerderij                | 19e eeuw                                    |           | bij Learewei 22 | 53° 5' 14" NB, 5° 47' 3" OL  | 32299  | Meer afbeeldingen                                                    |
| Winkel-woonhuis in Overgangsstijl (voorm. herberg "Het Zwarte Paard") | Horeca                   | eind 18e/begin 19e eeuw 1904 (gevel, verb.) |           | Rijksweg 89     | 53° 4' 41" NB, 5° 47' 35" OL | 514876 | Winkel-woonhuis in Overgangsstijl(voorm. herberg "Het Zwarte Paard") |

## Jellum
De plaats Jellum telt 4 inschrijvingen in het rijksmonumentenregister.
| Object | Oorspronkelijke functie? | Bouwjaar            | Architect      | Locatie        | Coördinaten?                 | Nr.?   | Afbeelding                                                       |
| --- | ------------------------ | ------------------- | -------------- | -------------- | ---------------------------- | ------ | ---------------------------------------------------------------- |
| Kerkhof, stenen brug met toegangshek bij Theaterkerk Mammemahuis                                                   | Brug                     | eind 19e eeuw (hek) |                | bij Hegedyk 15 | 53° 9' 46" NB, 5° 44' 36" OL | 8492   | Kerkhof, stenen brug met toegangshek bij Theaterkerk Mammemahuis |
| Boerderij van het winkelhaaktype met onderkelderd voorhuis met zesruitsvensters en schoorstenen boven de topgevels | Boerderij                | 1800-1850           |                | Smidshoeke 4   | 53° 10' 6" NB, 5° 44' 19" OL | 8493   | Upload foto                                                      |
| Veldzicht | Woonhuis                 | 1884                | W.A. de Rapper | Hegedyk 21     | 53° 9' 56" NB, 5° 44' 30" OL | 516339 | Upload foto                                                      |
| Veldzicht, tuin | Tuin, park en plantsoen  | ca. 1898-1900       | L.P. Bosgra    | bij Hegedyk 21 | 53° 9' 56" NB, 5° 44' 29" OL | 516340 | Upload foto                                                      |

## Jelsum
De plaats Jelsum telt 12 inschrijvingen in het rijksmonumentenregister. Zie de Lijst van rijksmonumenten in Jelsum voor een overzicht.

## Jorwerd
De plaats Jorwerd telt 3 inschrijvingen in het rijksmonumentenregister.
| Object                                                 | Oorspronkelijke functie?  | Bouwjaar | Architect | Locatie               | Coördinaten?                 | Nr.?   | Afbeelding        |
| ------------------------------------------------------ | ------------------------- | --- | --------- | --------------------- | ---------------------------- | ------ | ----------------- |
| Hervormde kerk met toren en kerkhof (Sint-Radboudkerk) | Kerk en kerkonderdeel     | vroege 12e eeuw eind 12e eeuw (toren) vroege 13e eeuw (uitbr.) 17e eeuw (verb.) 1890 (rest.) kort na 1951 (herb. kerk en toren) |           | Sluytermanwei 4       | 53° 8' 45" NB, 5° 42' 40" OL | 8494   | Meer afbeeldingen |
| Hervormde kerk, pastorie                               | Dienstwoning              | 1871 1910 (verb.) 1927 (verb.)                                                                                                  | F. Swart  | Sluytermanwei 6       | 53° 8' 43" NB, 5° 42' 40" OL | 516341 | Meer afbeeldingen |
| Windmotor Jorwerd                                      | Industrie- en poldermolen | ca. 1925 2009 (rest.) |           | aan de Jorwerdervaart | 53° 8' 53" NB, 5° 43' 5" OL  | 516361 | Meer afbeeldingen |

## Leeuwarden
De stad Leeuwarden (Ljouwert) telt 612 inschrijvingen in het rijksmonumentenregister. Overzichten hiervan zijn te vinden op de lijst van rijksmonumenten in Leeuwarden (stad), de lijst van rijksmonumenten in Leeuwarden (Eewal), de lijst van rijksmonumenten in Leeuwarden (Grote Kerkstraat), de lijst van rijksmonumenten in Leeuwarden (Nieuwestad) en de lijst van rijksmonumenten in Leeuwarden (Tuinen).

## Lekkum
De plaats Lekkum telt 3 inschrijvingen in het rijksmonumentenregister.
| Object                                                                                | Oorspronkelijke functie? | Bouwjaar                                  | Architect | Locatie                           | Coördinaten?                  | Nr.?  | Afbeelding        |
| ------------------------------------------------------------------------------------- | ------------------------ | ----------------------------------------- | --------- | --------------------------------- | ----------------------------- | ----- | ----------------- |
| Boerderij met dwarsgebouwde woning met zesruitsvensters onder zadeldak tegen topgevel | Boerderij                | 17e eeuw (kern voorhuis)                  |           | Mearsterpaed 2                    | 53° 13' 24" NB, 5° 49' 2" OL  | 24512 | Meer afbeeldingen |
| Hervormde kerk                                                                        | Kerk en kerkonderdeel    | 1778 (kerk en toren) 1896 (herbouw toren) |           | Tsjerkepaed 26                    | 53° 13' 35" NB, 5° 49' 10" OL | 24513 | Meer afbeeldingen |
| Terp                                                                                  | Archeologisch monument   | vroege middeleeuwen                       |           | Canterlanswei bij het Kealledykje | 53° 13' 43" NB, 5° 49' 57" OL | 45691 | Upload foto       |

## Lions
De plaats Lions telt 3 inschrijvingen in het rijksmonumentenregister.
| Object                                            | Oorspronkelijke functie? | Bouwjaar                                                                               | Architect                                     | Locatie | Coördinaten?                 | Nr.?   | Afbeelding               |
| ------------------------------------------------- | ------------------------ | -------------------------------------------------------------------------------------- | --------------------------------------------- | ------- | ---------------------------- | ------ | ------------------------ |
| Catharinakerk (Hervormde kerk)                    | Kerk en kerkonderdeel    | mog. 14e eeuw middeleeuwen (kern toren) 1800-1850 (ommetseling toren) 1968-'70 (rest.) | A. Baart jr. en J.D. van der Molen (1968-'70) | Lions 1 | 53° 9' 8" NB, 5° 40' 47" OL  | 8496   | Meer afbeeldingen        |
| Hervormde kerk, pastorie                          | Woonhuis                 | 1878                                                                                   |                                               | Lions 2 | 53° 9' 7" NB, 5° 40' 47" OL  | 8497   | Hervormde kerk, pastorie |
| Stelpboerderij in ambachtelijk-traditionele stijl | Boerderij                | 1914                                                                                   | D. Meintema                                   | Leons   | 53° 9' 15" NB, 5° 40' 15" OL | 516351 | Upload foto              |

## Mantgum
De plaats Mantgum telt 21 inschrijvingen in het rijksmonumentenregister. Zie Lijst van rijksmonumenten in Mantgum voor een overzicht.

## Miedum
De plaats Miedum telt 1 inschrijving in het rijksmonumentenregister.
| Object               | Oorspronkelijke functie? | Bouwjaar                                                          | Architect | Locatie         | Coördinaten?                 | Nr.?  | Afbeelding        |
| -------------------- | ------------------------ | ----------------------------------------------------------------- | --------- | --------------- | ---------------------------- | ----- | ----------------- |
| Kerktoren van Miedum | Kerk en kerkonderdeel    | 14e of 15e-eeuws (kern) 19e eeuw (ommetseling) 1956 (restauratie) |           | Canterlanswei 8 | 53° 14' 9" NB, 5° 50' 20" OL | 24514 | Meer afbeeldingen |

## Oosterlittens
De plaats Oosterlittens telt 2 inschrijvingen in het rijksmonumentenregister.
| Object                                                                                      | Oorspronkelijke functie?  | Bouwjaar                                                                          | Architect        | Locatie                 | Coördinaten?                 | Nr.? | Afbeelding        |
| ------------------------------------------------------------------------------------------- | ------------------------- | --------------------------------------------------------------------------------- | ---------------- | ----------------------- | ---------------------------- | ---- | ----------------- |
| Margarethakerk. Hervormde kerk met aangebouwde sacristie en kerkhof met hekwerk en keermuur | Kerk en kerkonderdeel     | 12e eeuw (schip) 13e eeuw (koor) 15e eeuw (sacristie) 1655 (poortje) 1854 (toren) | F. Stoett (1854) | Huylckensteinstrjitte 4 | 53° 8' 9" NB, 5° 38' 59" OL  | 8506 | Meer afbeeldingen |
| Alde Swarte                                                                                 | Industrie- en poldermolen |                                                                                   |                  | Wieuwens 165            | 53° 7' 47" NB, 5° 39' 24" OL | 8531 | Meer afbeeldingen |

## Oude Leije
De plaats Oude Leije (Alde Leie) telt 1 inschrijvingen in het rijksmonumentenregister.
| Object                 | Oorspronkelijke functie?  | Bouwjaar | Architect | Locatie        | Coördinaten?                 | Nr.?  | Afbeelding        |
| ---------------------- | ------------------------- | -------- | --------- | -------------- | ---------------------------- | ----- | ----------------- |
| Balkendsterpoldermolen | Industrie- en poldermolen | 1844     |           | bij Langedyk 4 | 53° 17' 2" NB, 5° 44' 15" OL | 24539 | Meer afbeeldingen |

## Roordahuizum
De plaats Roordahuizum (Reduzum) telt 5 inschrijvingen in het rijksmonumentenregister.
| Object | Oorspronkelijke functie? | Bouwjaar                                                            | Architect          | Locatie                  | Coördinaten?                 | Nr.?  | Afbeelding        |
| --- | ------------------------ | ------------------------------------------------------------------- | ------------------ | ------------------------ | ---------------------------- | ----- | ----------------- |
| Kop-hals-rompboerderij met onderkelderd woonhuis met zesruitsvensters en met bedrijfsruimte aan de zijde van de stal                               | Boerderij                | 1837                                                                |                    | Ayttawei 2               | 53° 7' 4" NB, 5° 47' 21" OL  | 22920 | Meer afbeeldingen |
| Vincentiuskerk (Hervormde kerk op kerkhof) | Kerk en kerkonderdeel    | mog. 15e eeuw (kerk) 1726 (beklamping, ingangspoortje) 1878 (toren) | J.R. Nijdam (1878) | Haedstrjitte 2           | 53° 7' 5" NB, 5° 47' 17" OL  | 22921 | Meer afbeeldingen |
| Eenvoudig doch groot woonhuis onder zadeldak tussen topgevels met onder de kap een volledige en een zolderverdieping                               | Werk-woonhuis            |                                                                     |                    | Haedstrjitte 24          | 53° 7' 3" NB, 5° 47' 11" OL  | 22922 | Meer afbeeldingen |
| Tjepmastate | Boerderij                | ca. 1880                                                            |                    | Overijsselsestraatweg 22 | 53° 7' 29" NB, 5° 46' 47" OL | 22923 | Meer afbeeldingen |
| Kop van een voorm. kop-hals-rompboerderij in gele Friese steen onder met pannen belegd schilddak met verlengde schilden en schoorstenen met borden | Boerderij                | oorspr. verm. midden 17e eeuw 1806 (verb. kop)                      |                    | Tsienzerbuorren 3        | 53° 6' 20" NB, 5° 46' 43" OL | 22924 | Meer afbeeldingen |

## Snakkerburen
De plaats Snakkerburen (Snakkerbuorren) telt 4 inschrijvingen in het rijksmonumentenregister.
| Object | Oorspronkelijke functie? | Bouwjaar        | Architect | Locatie      | Coördinaten?                 | Nr.?  | Afbeelding        |
| --- | ------------------------ | --------------- | --------- | ------------ | ---------------------------- | ----- | ----------------- |
| Pand met verdieping en door topschoorstenen bekroond schilddak met nokrichting loodrecht op het water             | Woonhuis                 | 1800-1850       |           | Oan 'e Dyk 1 | 53° 13' 7" NB, 5° 48' 32" OL | 24515 | Meer afbeeldingen |
| De Sevenster | Horeca                   | 1775            |           | Oan 'e Ie 1  | 53° 13' 7" NB, 5° 48' 32" OL | 24516 | Meer afbeeldingen |
| Pakhuis met puntgevels en zadeldak met in voor- en achtergevel rechthoekig zoldervenster tussen getoogde vensters | Woonhuis                 | midden 19e eeuw |           | Oan 'e Ie 6a | 53° 13' 8" NB, 5° 48' 33" OL | 24517 | Meer afbeeldingen |
| Pand onder met pannen gedekt wolfdak met gevel met zes- en negenruitsschuiframen                                  | Woonhuis                 | ca. 1800        |           | Oan 'e Ie 6  | 53° 13' 8" NB, 5° 48' 33" OL | 24518 | Meer afbeeldingen |

## Stiens
De plaats Stiens telt 7 inschrijvingen in het rijksmonumentenregister.
| Object                                                                      | Oorspronkelijke functie?  | Bouwjaar | Architect | Locatie               | Coördinaten?                  | Nr.?  | Afbeelding          |
| --------------------------------------------------------------------------- | ------------------------- | --- | --------- | --------------------- | ----------------------------- | ----- | ------------------- |
| St. Vitushûs (voorm. herberg "Het Lands Welvaren")                          | Woonhuis                  | midden 19e eeuw 20e eeuw (kroonlijst, schilddak) |           | Langebuorren 1        | 53° 15' 43" NB, 5° 45' 28" OL | 24541 | Meer afbeeldingen   |
| Sint-Vituskerk. Hervormde kerk en toren                                     | Kerk en kerkonderdeel     | ca. 1100 (schip) 13e eeuw (koor) 1450-1500 (toren) 15e eeuw (verhoging koor) 1898 (herst. toren) 19e eeuw (sluiting koor) 1955-'57 (rest. toren) 1974-'75 (rest. kerk) |           | Pieter Jellessingel 1 | 53° 15' 44" NB, 5° 45' 27" OL | 24542 | Meer afbeeldingen   |
| Vijf traveeën breed woonhuis zonder verdieping met grote versierde dakkapel | Woonhuis                  | ca. 1850 |           | Smelbrêge 6           | 53° 15' 42" NB, 5° 45' 27" OL | 24543 | Meer afbeeldingen   |
| Gedeelte van nr. 15                                                         | Woonhuis                  | |           | Smelbrêge 14          | 53° 15' 43" NB, 5° 45' 24" OL | 24544 | Gedeelte van nr. 15 |
| Blokvormig vijf traveeën breed woonhuis met verdieping en zesruitsvensters  | Woonhuis                  | 1851 |           | Smelbrêge 15          | 53° 15' 43" NB, 5° 45' 24" OL | 24545 | Meer afbeeldingen   |
| De Kleine Molen (Binnema's Mountsje)                                        | Industrie- en poldermolen | 1913 1988 (herb.) |           | Brédyk 19             | 53° 15' 15" NB, 5° 45' 49" OL | 24546 | Meer afbeeldingen   |
| Steenhuistermolen                                                           | Industrie- en poldermolen | 1880 1967 (herst.) 2000 (rest.) |           | Wurgedyk 18           | 53° 16' 8" NB, 5° 49' 15" OL  | 24547 | Meer afbeeldingen   |

## Swichum
De plaats Swichum telt 1 inschrijving in het rijksmonumentenregister.
| Object                       | Oorspronkelijke functie? | Bouwjaar                                                      | Architect | Locatie    | Coördinaten?                | Nr.?  | Afbeelding        |
| ---------------------------- | ------------------------ | ------------------------------------------------------------- | --------- | ---------- | --------------------------- | ----- | ----------------- |
| Nicolaaskerk. Hervormde kerk | Kerk en kerkonderdeel    | 1200-1250 (schip) ca. 1300 (koor) 1882-'83 (beklamping toren) |           | Ayttadyk 3 | 53° 9' 13" NB, 5° 49' 7" OL | 24519 | Meer afbeeldingen |

## Warga
De plaats Warga (Wergea) telt 14 inschrijvingen in het rijksmonumentenregister. Zie de Lijst van rijksmonumenten in Warga voor een overzicht.

## Warstiens
De plaats Warstiens telt 4 inschrijvingen in het rijksmonumentenregister.
| Object                            | Oorspronkelijke functie?  | Bouwjaar | Architect          | Locatie       | Coördinaten?                 | Nr.?   | Afbeelding        |
| --------------------------------- | ------------------------- | -------- | ------------------ | ------------- | ---------------------------- | ------ | ----------------- |
| Hervormde kerk, orgel             | Vanwege onderdelen kerk   | 1883     | Bakker en Timmenga | Buorren 5     | 53° 9' 40" NB, 5° 51' 43" OL | 460744 | Meer afbeeldingen |
| Hervormde kerk                    | Kerk en kerkonderdeel     | 1882     | H.H. Kramer        | Buorren 5     | 53° 9' 40" NB, 5° 51' 44" OL | 514850 | Meer afbeeldingen |
| Hervormde kerk, baarhuisje en hek | Begraafplaats en -onderdl | 1882     |                    | bij Buorren 5 | 53° 9' 40" NB, 5° 51' 44" OL | 514851 | Upload foto       |
| Gerkema Zathe                     | Boerderij                 | 1899     | A.K. Hoekstra      | Oeble Omwei 3 | 53° 9' 43" NB, 5° 51' 60" OL | 514879 | Upload foto       |

## Wartena
De plaats Wartena (Warten) telt 5 inschrijvingen in het rijksmonumentenregister.
| Object | Oorspronkelijke functie?  | Bouwjaar                            | Architect | Locatie                                | Coördinaten?                 | Nr.?   | Afbeelding |
| --- | ------------------------- | ----------------------------------- | --------- | -------------------------------------- | ---------------------------- | ------ | --- |
| Woning met vier- en vijf en zesruitsvensters en twee kleine lichtopeningen onder dwars zadeldak tussen topgevels                            | Woonhuis                  | 1700                                |           | Aldhiem 2                              | 53° 9' 0" NB, 5° 53' 45" OL  | 22925  | Woning met vier- en vijf en zesruitsvensters en twee kleine lichtopeningen onder dwars zadeldak tussen topgevels |
| Princehofmolen | Industrie- en poldermolen | 1958 (plaatsing op huidige locatie) |           | aan de noordzijde van de Folkertssloot | 53° 7' 19" NB, 5° 54' 38" OL | 22934  | Meer afbeeldingen                                                                                                |
| Greidboerderij met voorhuis onder zadeldak met voorschild en aflegering over kelder, lang achterhuis onder zadeldak en vrijstaande hooiberg | Boerderij                 |                                     |           | Hellingpaed 9                          | 53° 8' 58" NB, 5° 53' 56" OL | 22935  | Meer afbeeldingen                                                                                                |
| Hervormde kerk en toren | Kerk en kerkonderdeel     | 1780 1880 (herst.)                  |           | Hoofdstraat 24                         | 53° 8' 59" NB, 5° 53' 50" OL | 22936  | Meer afbeeldingen                                                                                                |
| Restant van de Saitermolen | Industrie- en poldermolen | 1952 (onttakeling)                  |           | aan de Langesloot bij de Saiterpetten  | 53° 8' 17" NB, 5° 54' 40" OL | 527443 | Meer afbeeldingen                                                                                                |

## Weidum
De plaats Weidum telt 9 inschrijvingen in het rijksmonumentenregister. Zie Lijst van rijksmonumenten in Weidum voor een overzicht.

## Wytgaard
De plaats Wytgaard telt 1 inschrijving in het rijksmonumentenregister.
| Object         | Oorspronkelijke functie? | Bouwjaar | Architect | Locatie   | Coördinaten?                | Nr.?   | Afbeelding     |
| -------------- | ------------------------ | -------- | --------- | --------- | --------------------------- | ------ | -------------- |
| Stelpboerderij | Boerderij                | 1923     |           | Hegedyk 3 | 53° 8' 13" NB, 5° 47' 9" OL | 523369 | Stelpboerderij |

## Wirdum
De plaats Wirdum (Wurdum) telt 14 inschrijvingen in het rijksmonumentenregister. Zie Lijst van rijksmonumenten in Wirdum (Friesland) voor een overzicht.
Achtkarspelen ·
Ameland ·
Dantumadeel ·
De Friese Meren ·
Harlingen ·
Heerenveen ·
Leeuwarden ·
Noardeast-Fryslân ·
Ooststellingwerf ·
Opsterland ·
Schiermonnikoog ·
Smallingerland ·
Súdwest-Fryslân ·
Terschelling ·
Tietjerksteradeel ·
Vlieland ·
Waadhoeke ·
Weststellingwerf